# Baba (film, 2000)
Pour l’article homonyme, voir Baba.
Pour plus de détails, voir Fiche technique et Distribution.
Baba est un film chinois réalisé par Wang Shuo, sorti en 2000.

## Fiche technique
- Titre : Baba
- Réalisation : Wang Shuo
- Scénario : Feng Xiaogang et Wang Shuo d'après son roman
- Production : Han Sanping (en) et Wang Weijing
- Musique : Shi Wanchun
- Photographie : Yang Xiaoxiong
- Montage : Zhou Ying
- Décors : Feng Xiaogang
- Pays d'origine : Chine
- Format : Couleurs - Dolby
- Genre : Comédie dramatique
- Durée : 96 minutes
- Date de sortie : 2000

## Distribution
- Feng Xiaogang : Ma Linsheng
- Hu Xiaopei : Ma Che, son fils
- Xu Fan : Qi Huaiyuan
- Qin Yan : Xia Jingping
- Wang Weining : Xia Qing, sa fille
- Ye Qing : Tie Jun

## Distinctions
- Léopard d'or au Festival de Locarno